# 圣热利迪费斯克
圣热利迪费斯克（法語：Saint-Gély-du-Fesc，法語發音：[sɛ̃ ʒeli dy fɛsk]），法国南部城市，奥克西塔尼大区埃罗省的一个市镇，隶属于洛代沃区，其市镇面积为16.5平方公里，2022年1月1日时人口数量为10,530人，在法国城市中排名第1,028位。
圣热利迪费斯克位于埃罗省东部，距离省会蒙彼利埃大约12公里，是蒙彼利埃北部的一个重要卫星城。法国歌手乔治·布拉桑斯逝世于此。

## 地名来源
“圣热利”一名来源于基督教人物聖吉爾斯，“费斯克”则来源于拉丁语单词“Fiscus”，意为“驿站”。

## 历史
圣热利迪费斯克历史上长期为一处普通村落，中世纪末期为蒙费朗城堡的一处领地。法国大革命后，圣热利迪费斯克成为埃罗省的一个市镇。工业革命期间，一条地方铁路由此通过，二战后，随着法国南部旅游业的发展，当地人口数量逐年增加。

## 地理

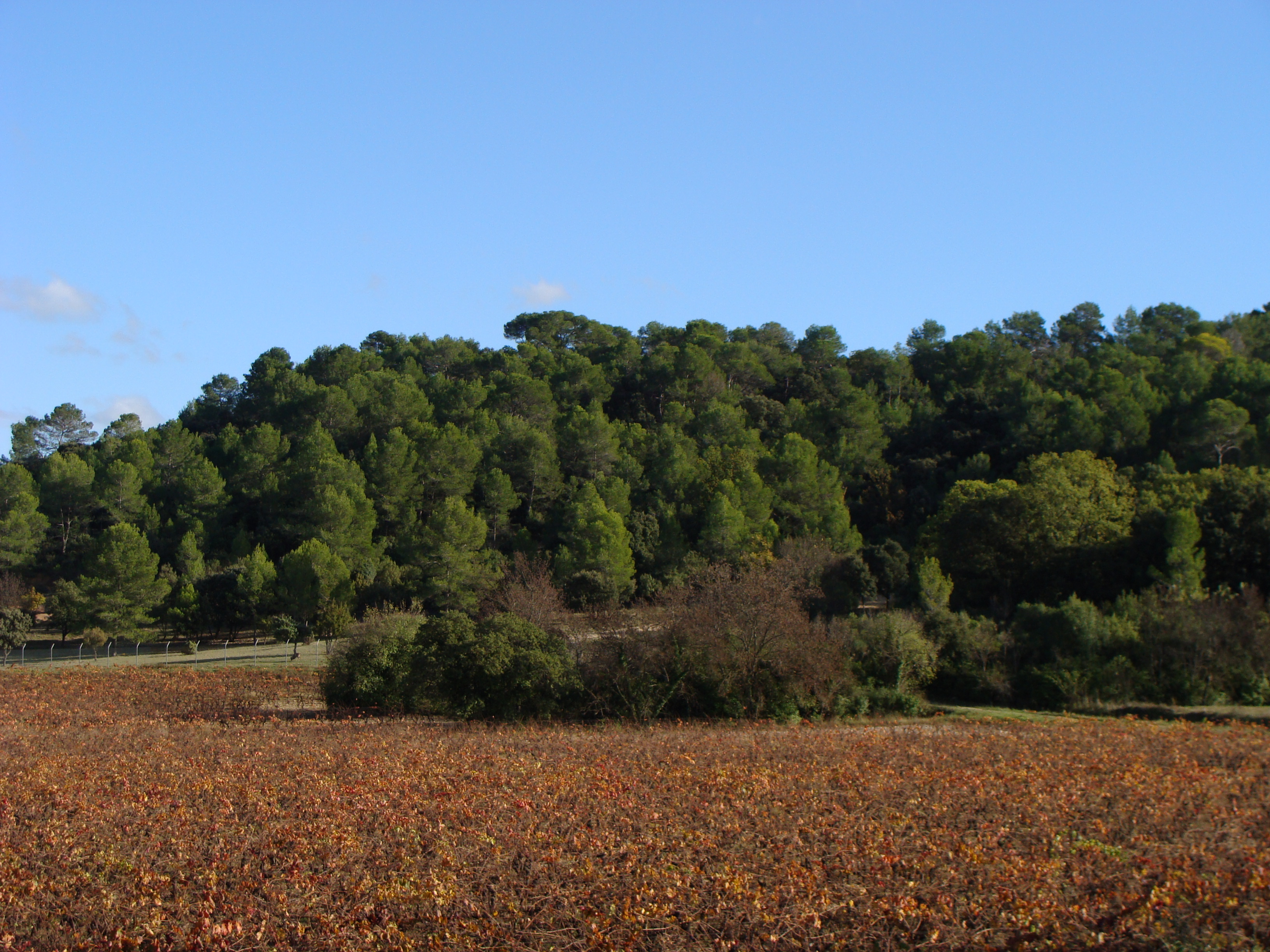
圣热利迪费斯克附近的林地

圣热利迪费斯克位于法国南部，奥克西塔尼大区东部和埃罗省东部，距离省会蒙彼利埃大约12公里。与圣热利迪费斯克接壤的市镇包括：孔巴约、格拉贝勒、莱马泰勒、米尔勒、滨河圣克莱芒。

### 地形
圣热利迪费斯克位于法国中央高原与地中海沿岸的过渡地区，境内以丘陵为主，部分地区地势起伏明显，全境海拔在71到264米之间。

### 水文
利绍达溪（ruisseau de Lichauda）流经境内，该河是莫松河的一条支流，后者独立注入地中海。

### 植被
圣热利迪费斯克属于亚热带常绿硬叶林区，市区内的主要绿地公园包括库隆德尔公园（Parc de Coulondres）、少女树林公园（Parc du Bois de la Vierge）等，均常年免费向公众开放。

### 气候
圣热利迪费斯克在柯本气候分类法中属于地中海气候，因其地形及海陆位置，当地每年秋冬季节常受到塞文气候的影响，出现短时的大规模降水。

## 行政区划
圣热利迪费斯克是法国奥克西塔尼大区埃罗省的一个市镇，编号为34255。圣热利迪费斯克隶属于洛代沃区和埃罗省第四选区，管理圣热利迪费斯克县，同时也是圣卢大峰市镇公共社区的组成部分。
法国国家统计与经济研究所（简称）在进行数据统计时，将圣热利迪费斯克及相邻的另外114个市镇设为圣热利迪费斯克城市区。自2020年起，圣热利迪费斯克城市区被包含161个市镇的蒙彼利埃城市辐射区代替。同时，还将圣热利迪费斯克市镇分为了3个“块区”（IRIS），以便于统计人口分布情况。

## 交通

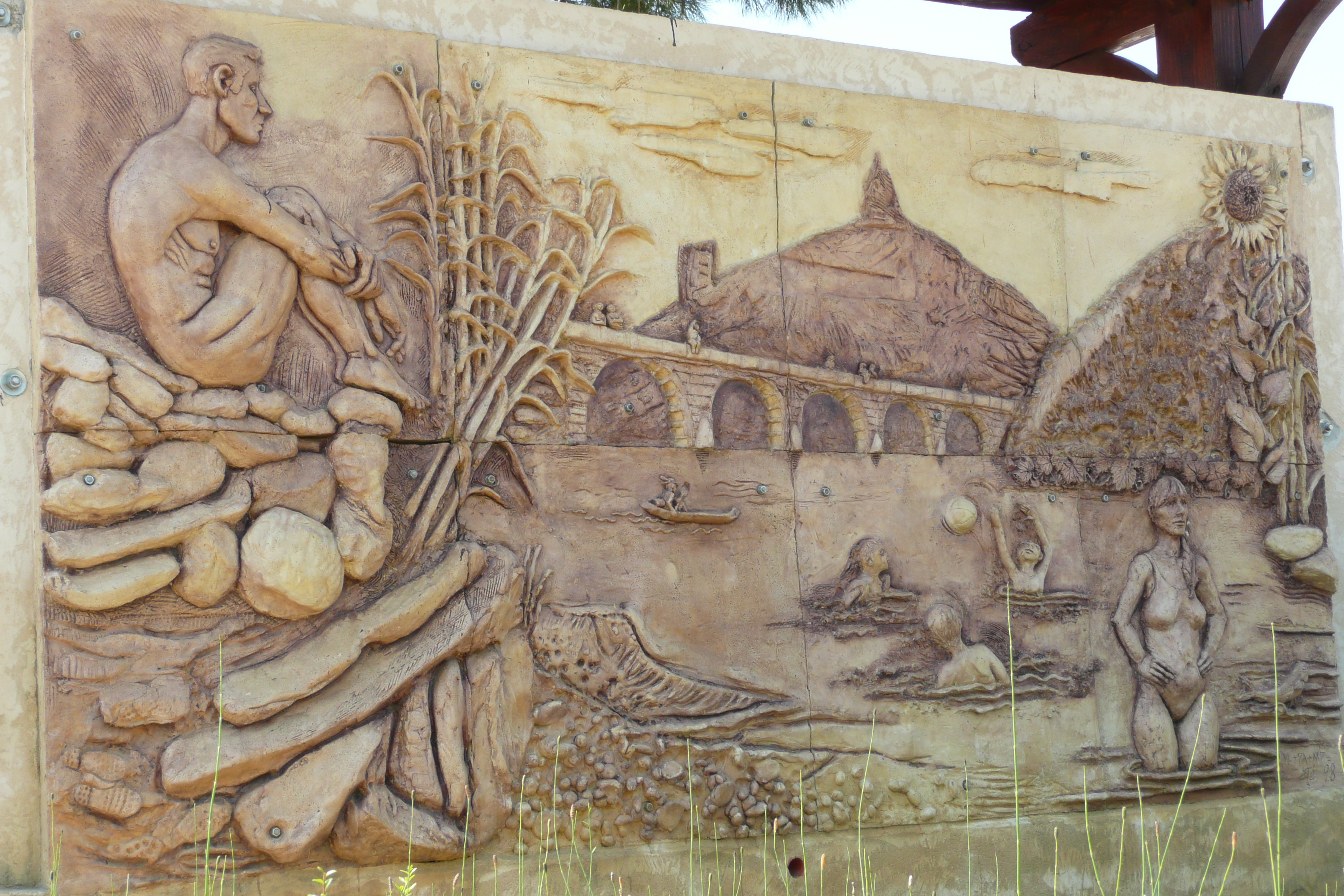
街头艺术浮雕

### 公路
多条埃罗省省道在圣热利迪费斯克境内交汇，奥克西塔尼大区下属的城际客运提供巴士线路，可前往省会蒙彼利埃。
2017年，90.6%的圣热利迪费斯克家庭拥有至少一辆的私人汽车。2018年，圣热利迪费斯克境内共发生各类交通事故2起，造成2人受伤。

### 铁路
距离圣热利迪费斯克最近的客运铁路车站为蒙彼利埃圣罗克站，距离圣热利迪费斯克的公路里程约14公里。

### 航空
距离圣热利迪费斯克最近的民用航空站为蒙彼利埃地中海机场，距离圣热利迪费斯克市中心的公路里程约20公里。

### 城市公共交通
圣热利迪费斯克暂无城市公共交通系统。

## 政治
圣热利迪费斯克的现任市长为米歇尔·莱尔努特女士（Michèle Lernout），她是共和党的一名成员，在2020年的市政选举中获得了61.41%的支持率。
在2017年的法国总统大选中，法国第25任总统埃马纽埃尔·马克龙在圣热利迪费斯克获得了73.44%的支持率。

## 人口
2017年，圣热利迪费斯克市镇人口数量为9,795，在法国排名第1,028位。其中男性4,659人，女性5,136人，75岁及以上人口占7.6%，外籍人口数量为1,721人，人口密度为593人/平方公里，当地居民被称为（男性）或（女性）。2018年，圣热利迪费斯克境内出生73人，死亡人口64人。
| 年份   | 1936 | 1946 | 1954 | 1962 | 1968 | 1975  | 1982  | 1990  | 1999  | 2005  | 2010  | 2015  | 2018  |
| ------ | ---- | ---- | ---- | ---- | ---- | ----- | ----- | ----- | ----- | ----- | ----- | ----- | ----- |
| 人口數 | 547  | 548  | 505  | 528  | 907  | 2,055 | 3,714 | 5,936 | 7,625 | 8,099 | 8,821 | 9,826 | 9,996 |

## 经济
圣热利迪费斯克是一个区域性的中心城市，当地共有各类用人单位2,066家，平均历史为14年，其中99.47%为中小型企业（PME）。（零售）、（体育装备销售）及（电子设备销售）是当地2019年营业额最高的三个企业，分别为41,233,740欧元、36,814,931欧元和34,341,995欧元。

## 财政收入
2019年，圣热利迪费斯克的财政收入总额为9,954,050欧元，财政支出总额为8,862,020欧元，当年的债务总额为2,544,040欧元。
2015年，圣热利迪费斯克的人均月收入总额为3,218欧元，其中高级职员为5,021欧元，中级职员为2,731欧元，普通职员为2,003欧元。
2017年，圣热利迪费斯克境内的青壮年（15至64岁）失业率为9.6%，当地67.4%的家庭拥有纳税资格。

## 社会事务

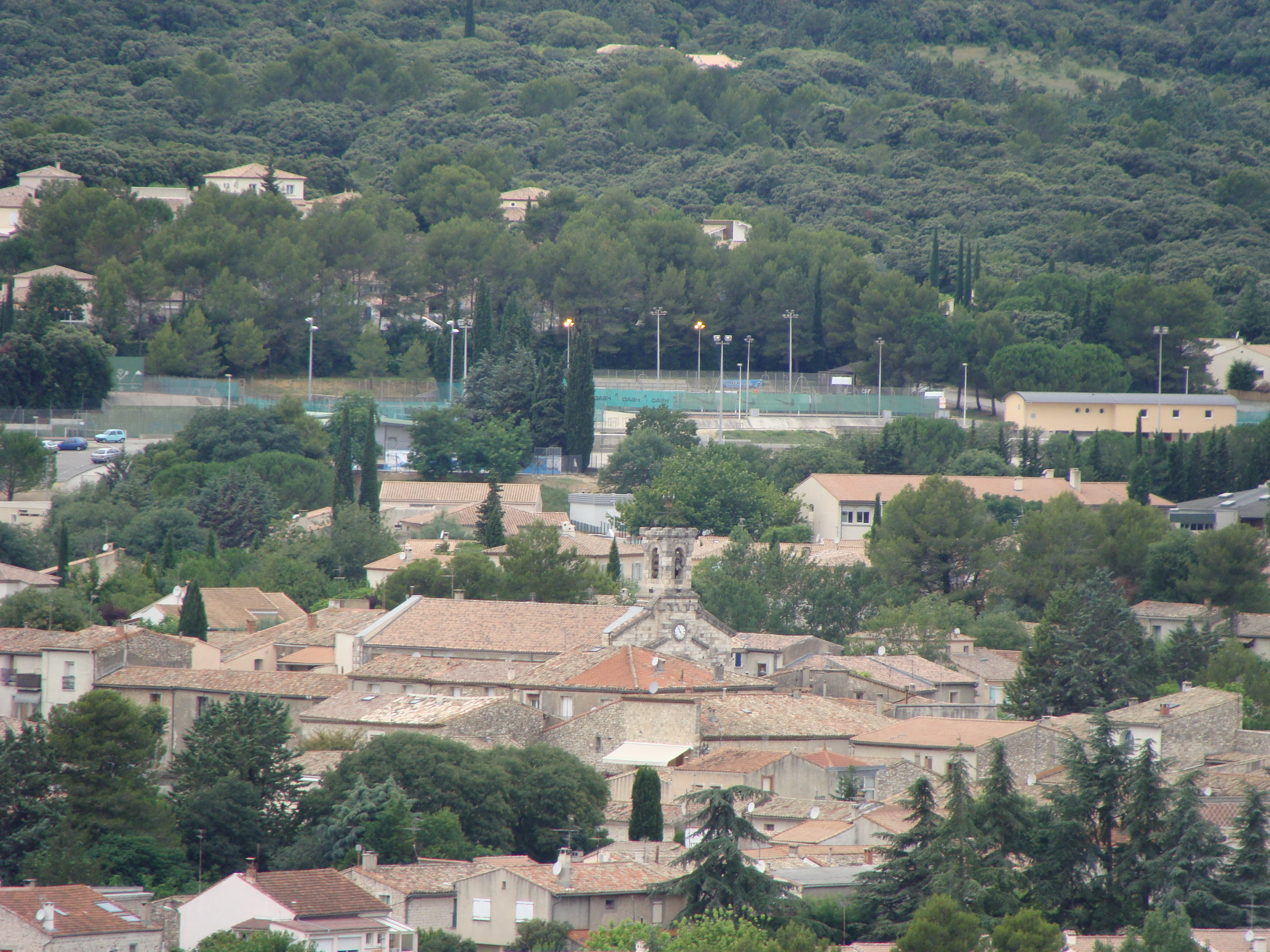
圣热利迪费斯克市中心

### 教育
圣热利迪费斯克属于蒙彼利埃学区。截止2019年1月1日，圣热利迪费斯克境内共有2所幼儿园、3所小学和1所初级中学。2018至2019学年度，圣热利迪费斯克境内共有在校中等教育阶段学生733名。

### 医疗
截止2019年1月1日，圣热利迪费斯克境内共有全科医生18名、保健师41名、牙医16名、护士21名、耳科医生1名、皮肤科医生2名、助产士3名、儿科医生1名和妇科医生2名。境内共有药房6家和养老院2家。
圣热利迪费斯克是“蒙彼利埃大学中心医院”（Centre Hospitalier Universitaire de Montpellier）的服务范围，后者是法国的一个区域性医疗机构，其下属的拉佩罗尼医院（Hôpital Lapeyronie）距离圣热利迪费斯克市区约10公里，设有床位532个，是当地规模最大的公立综合性医院。

### 住房
2017年，圣热利迪费斯克境内共有各类住房4,221套，其中86.3%为独立式居民区，13.6%为集中式居民区。常住房屋占圣热利迪费斯克市镇范围内居民建筑总量的94.7%。

### 商业
2019年，圣热利迪费斯克境内共有各类实体商铺276家，其中餐厅34家、大型超市3家、杂货店1家、面包房8家、肉铺2家、书店5家、装饰品店2家、银行门店9家、美容美发店20家、汽车维修店18家。市区南部建有一家Intermarché大型购物超市。

### 体育
2019年，圣热利迪费斯克境内共有3间体育馆、7处网球场、1处马术场、1处足球或橄榄球场、4处篮球或排球场以及1处高尔夫球场。
欧罗尔-圣热利迪费斯克人（Aurore Saint Gilloise）是当地的一支足球队，2020至2021赛季参加埃罗省足球联赛。

### 环境
圣热利迪费斯克的环境事务由其所属的公共社区负责。2019年，圣热利迪费斯克境内暂无污染企业。

### 治安
2019年，圣热利迪费斯克市镇范围内有1处宪兵队。
2014年，圣热利迪费斯克及附近地区共发生各类案件6,977起，其中盗窃类案件4,721起，经济类案件656起，毒品交易类案件475起。

## 文化
2019年，圣热利迪费斯克境内有1家电影院。圣热利迪费斯克市政府提供多媒体中心，向公众全年开放。

### 建筑
圣热利迪费斯克境内有一处天主教堂。

### 旅游
圣热利迪费斯克的旅游事务由其所属的公共社区负责。2020年，圣热利迪费斯克境内暂无任何游客接待设施。

### 媒体
法国主要的媒体均可在圣热利迪费斯克接收，法国电视三台下属的奥克西塔尼大区频道在部分时段播出圣热利迪费斯克所属区域的地方新闻。

## 相关人物
法国歌手乔治·布拉桑斯逝世于此。此外美国演员強尼·戴普和法国女歌手凡妮莎·帕拉迪丝各在圣热利迪费斯克拥有一套住宅。

## 友好城市
截至2021年2月，圣热利迪费斯克共与一座城市互为友好城市关系：
- 西班牙 希内斯